# Hayley Lewis
Hayley Jane Lewis, coniugata Taylor (Brisbane, 2 marzo 1974), è un'ex nuotatrice australiana.
Specializzata nello stile libero e nelle gare di fondo, ha vinto una medaglia d'argento e una di bronzo ai Giochi olimpici di Barcellona 1992.

## Palmarès
- Giochi olimpici

Barcellona 1992: argento negli 800 m sl e bronzo nei 400 m sl.
- Mondiali

1991 - Perth: oro nei 200 m sl e argento nei 400 m sl e 400 m misti, bronzo nei 200 m farfalla.
1994 - Roma: argento negli 800 m sl.
2001 - Fukuoka: bronzo nella 5 km di fondo.
- Giochi PanPacifici

1993 - Kōbe: oro nei 1500 m sl, argento negli 800 m sl e bronzo nei 400 m misti.
1995 - Atlanta: oro negli 800 m sl, argento nei 1500 m sl e bronzo nei 400 m sl.